# Terry Crisp
Terrance Arthur Crisp (Parry Sound, 28 maggio 1943) è un allenatore di hockey su ghiaccio ed ex hockeista su ghiaccio canadese.
Nel corso della carriera militò e allenò nella National Hockey League vincendo in entrambi i ruoli la Stanley Cup.

## Carriera

### Giocatore
Crisp giocò a livello giovanile nella Ontario Hockey Association con i Niagara Falls Flyers, formazione con cui disputò la Memorial Cup del 1963. Quell'anno debuttò fra i professionisti entrando a far parte dell'organizzazione dei Boston Bruins, formazione con cui fece il proprio esordio in National Hockey League disputando tre partite. Nelle quattro stagioni con i Bruins Crisp militò nei farm team della Central Hockey League, i Minneapolis Bruins e gli Oklahoma City Blazers.
Nel 1967, rimasto senza squadra, Crisp fu selezionato in occasione dell'NHL Expansion Draft dai St. Louis Blues. Rimase per cinque stagioni nel Missouri disputando oltre 300 partite e conquistando un posto da titolare nella franchigia che raggiunse per tre stagioni consecutive la finale della Stanley Cup, perdendole però tutte quante due contro i Montreal Canadiens e una contro i Boston Bruins, guidati dal suo concittadino Bobby Orr.
Nell'estate del 1972 fu selezionato ancora in un Expansion Draft dai New York Islanders, formazione con cui giocò fino alla primavera successiva quando fu coinvolto in uno scambio che lo portò ai Philadelphia Flyers. Fu proprio con i Flyers che Crisp riuscì a vincere finalmente il titolo della NHL; i cosiddetti Broad Street Bullies vinsero infatti le edizioni del 1974 e del 1975, oltre a un'altra finale raggiunta nel 1976. Crisp si ritirò dall'attività agonistica nel 1977 dopo aver militato in NHL per undici stagioni.

### Allenatore
Subito dopo il ritiro da giocatore Crisp divenne vice allenatore dei Flyers, rimanendo sulla panchina per due stagioni. In seguito si trasferì nella Ontario Hockey League presso i Sault Ste. Marie Greyhounds; in sei anni vinse per due volte il titolo di miglior allenatore della lega.
Nel 1985 ritornò nell'hockey professionistico andando ad allenare i Moncton Golden Flames, formazione dell'American Hockey League affiliata ai Calgary Flames. Nel 1987 furono proprio i Flames a ingaggiare Crisp come loro nuovo allenatore per sostituire Bob Johnson. Nel corso della stagione 1988-89 la squadra di Calgary avanzò fino alle finali di Stanley Cup contro i Canadiens e conquistò il primo trofeo della sua storia.
Nel 1990 lasciò temporaneamente l'hockey per poi farvi ritorno nella primavera del 1992 come vice allenatore del Team Canada ai giochi invernali di Albertville, torneo in cui la formazione nordamericana vinse la medaglia d'argento. Quello stesso anno divenne il primo allenatore dei neonati Tampa Bay Lightning, formazione che guidò fino all'autunno del 1997. Quella fu l'ultima sua esperienza da allenatore prima di intraprendere la carriera da commentatore televisivo per i Nashville Predators.

## Palmarès

### Giocatore

#### Club
- Stanley Cup: 2

Philadelphia: 1973-1974, 1974-1975

### Allenatore

#### Club
- Stanley Cup: 1

Calgary: 1988-1989

#### Individuale
- OHL Coach of the Year: 2

1982-1983, 1984-1985